# Chiesa di Sant'Apollinare (Russi)
La chiesa di Sant'Apollinare è la parrocchiale di Russi, in provincia di Ravenna e diocesi di Faenza-Modigliana; fa parte del vicariato forese est.

## Storia
La prima citazione di una chiesa a Russi dedicata a sant'Apollinare risale al 1199; questo luogo di culto, che sorgeva nella contrada Tombe, presso la cosiddetta villa Romana, venne giudicato indegno dal vescovo, tanto che il presule ordinò che fosse abbandonato e destinato ad altri usi. Tuttavia, siccome non c'erano i fondi necessari per edificare dalle fondamenta una nuova arcipretale, si decise semplicemente di restaurare la chiesa esistente.
Nel XV secolo, allorché in paese fu costruito il castello, venne edificata nelle sue vicinanze una nuova chiesa a tre navate intitolata alla Santa Croce.
Nel 1576, essendo state rilevate le cattive condizioni della parrocchiale, fu condotto un lavoro di risistemazione su disegno di Domenico Brunetti; un'ulteriore ristrutturazione si rese necessaria nel 1690 per sanare i danni provocati dal sisma del 1688.
Verso la fine del XVIII secolo, in seguito al notevole incremento della popolazione, la vecchia chiesa si rese insufficiente ai bisogni dei fedeli e, così, l'allora parroco don Stefano Cattani prese l'iniziativa di edificarne una di maggiori dimensioni. Dunque, nel 1785 fu posta la prima pietra della nuova parrocchiale; la struttura, disegnata da Giovanbattista Campidori e costruita riutilizzando parte dei materiali ricavati dalla demolizione della precedente chiesa, venne portata a compimento nel 1788.
L'edificio fu restaurato completamente nel 1888 e nel 1903 venne eretto il campanile; durante la seconda guerra mondiale la chiesa subì diversi danni, che furono poi risanati nel 1946.

## Descrizione

### Facciata
La facciata della chiesa, rivestita in mattoni a faccia vista, è suddivisa da una cornice modanata in due registri; quello inferiore, scandito da lesene d'ordine tuscanico, presenta il portale d'ingresso, mentre quello superiore, tripartito da lesene ioniche, è caratterizzato da una finestra centinata e coronato dal timpano triangolare.

### Interno
L'interno dell'edificio si compone di un'unica navata, caratterizzata da lesene e da colonne sorreggenti la trabeazione modanata, sopra la quale si imposta il soffitto costituito da volte a vela e a botte; al termine dell'aula si sviluppa il presbiterio, a sua volta chiuso dall'abside semicircolare, sulla cui parete s'aprono due finestre.
Opere di pregio qui conservate sono la pala ritraente San Giuseppe, la Madonna e Gesù Bambino, eseguita dal ravennate Bernardo Guerrini nel 1509, il seicentesco Crocifisso di scuola veneta e l'altare maggiore, originariamente collocato nella dismessa chiesa ravennate delle Monache del Corpus Domini.